# Швецов, Александр Яковлевич
Александр Яковлевич Швецов (Пустой шаблон {{ВД-Преамбула}} ) — советский хоккеист, нападающий.

## Биография
В 1938—1940 годах — игрок футбольной команды КФК «Авангард» Свердловск. После войны играл в Новосибирске за хоккейные клубы «Динамо» (1948/49 — 1956/57, три сезона в классе «А») и «Химик» (1957/58, капитан команды). Также выступал за футбольный клуб КФК «Динамо» (1947—1952).
Работал детским тренером.